# Вакарицо (Козенца)
Вакарицо је насеље у Италији у округу Козенца, региону Калабрија.
Према процени из 2011. у насељу је живело 496 становника. Насеље се налази на надморској висини од 459 м.